# 純情元年五月五日 -LOVE from HONOLULU-
『純情元年五月五日 -LOVE from HONOLULU-』（じゅんじょうがんねんごがついつか・ラブフロムホノルル）は、シブがき隊の5枚目のオリジナル・アルバム。1984年5月5日に発売。また、アルバムがCDとして発売された初の作品となった。

## 収録曲
- SIDE A

1. 禁断の果実
作詞：森雪之丞／作曲・編曲：水谷竜緒
2. 危険一瞬!
作詞：三浦徳子／作曲・編曲：後藤次利
3. MIDNIGHT 2 CALL -布川敏和
作詞・作曲：飛鳥涼／編曲：平野孝幸
4. 六本木CRY
作詞：売野雅勇／作曲・編曲：後藤次利
5. 絶叫ハートエイク -薬丸裕英
作詞：売野雅勇／作曲・編曲：水谷竜緒

- SIDE B

1. サムライ・ニッポン
作詞：売野雅勇／作曲・編曲：後藤次利
2. 夜明けの砂漠 -本木雅弘
作詞：岡田冨美子／作曲：南佳孝／編曲：水谷竜緒
3. 危険なキス
作詞：森雪之丞／作曲・編曲：水谷竜緒
4. ウィーク・ポイント
作詞：三浦徳子／作曲・編曲：後藤次利
5. My Way My Love宣言
作詞：阿木燿子／作曲：宇崎竜童／編曲：甲斐正人